# 坂ノ市町
坂ノ市町（さかのいちまち）は、かつて大分県北海部郡にあった町。
1963年3月10日に、旧大分市をはじめとする2市3町1村で新設合併し、新たに大分市となった。現在の坂ノ市地区にあたり、旧坂ノ市町役場のあった場所には、現在、大分市役所の坂ノ市支所が置かれている。

## 歴史
古代には海部郡佐加郷、丹生郷および佐尉郷の一部であった。なお、当時の佐加郷は現在の佐賀関等を含む広い地域であったと考えられている。佐加郷は中世には佐賀郷となった。
明治期、現在の坂ノ市地区を表す地域名としては「坂之市」が使用されており、「坂ノ市」という表記は、市村の字であった。明治末期に佐賀村、市村の合併によって佐賀市村が誕生したが、この時期に設置された駅の名前が「坂ノ市駅」となったことから、「坂之市」に代わり「坂ノ市」が地域名としての役割も担うようになり、町名へ採用されるに至ったと考えられる。

### 行政区域の変遷
- 1889年（明治22年）4月1日 - 町村制施行に伴い、佐加村、市村、丹生村、小佐井村が成立。
- 1892年（明治25年）10月28日 - 佐加村が佐賀村に改称[2]。
- 1907年（明治40年）7月1日 - 佐賀村、市村が合併し、佐賀市村（さがいちむら[3][4][5]）が発足[6]。
- 1920年（大正9年）1月1日 - 佐賀市村が町制施行・改称し坂ノ市町となる[7]。
- 1941年（昭和16年）11月3日 - 坂ノ市町、小佐井村、丹生村が合併し、新坂ノ市町が発足[8]。
- 1963年（昭和38年）3月10日 - 坂ノ市町が大分市、鶴崎市、大分郡大分町、大南町、北海部郡大在村と合併し、新大分市が発足。

| 代 | 氏名       | 就任日 | 退任日 | 備考 |
| -- | ---------- | ------ | ------ | ---- |
| 1  | 荻本福一   |        |        |      |
| 2  | 杉崎孝太郎 |        |        |      |
| 3  | 野坂寿二   |        |        |      |
| 4  | 伊東九一郞 |        |        |      |
| 5  | 河崎精一   |        |        |      |
| 6  | 安達左京   |        |        |      |

## 交通

### 鉄道
- 日本国有鉄道（国鉄）
  - 豊州本線（1932年に日豊本線へ改称）：坂ノ市駅[10]

### バス
- 国鉄バス坂ノ市線[11]（車庫は坂ノ市町役場敷地内）
  - 本幸崎－中判田駅（本幸崎－幸崎駅・佐賀関 間の佐賀関本線へ直通）
- セーフ自動車[12]
  - 佐賀関町－大分市大分
- 個人事業
  - 佐賀関町－大分市南新地[13]
  - 坂ノ市町－大分市南新地[14][15]、鶴崎町[16][17]、丹生村[15][17]、上崎村[17]

## 産業

### 窯業
- 瓦：大分県内生産高の57%[18]。坂ノ市瓦[19]（神崎瓦・豊後瓦とも）の名が残る。
- 土管：大分県内生産高の83%[18]。
- 坩堝

### 農業
- 稲作：録音時期は不明だが、坂ノ市町有志による田植唄が音源資料として国立国会図書館に所蔵されている[20]。
- 縮緬高菜：「縮緬高菜の発見生産地」として1916年発行の農業雑誌に掲載されている[4]。

## 名勝・旧跡
- 坂ノ市（日吉原）海水浴場[21]

## 官公庁
- 大分区裁判所坂之市出張所[22]
- 坂ノ市郵便局[22]（1921年に坂野市郵便局から改称[23]）

## 企業
- 坂ノ市銀行（1922年1月9日に「坂ノ市貯金銀行」[24]から改称[25]、1926年7月24日解散[26]）
- 北部銀行（1924年破産）[22][27]

「北部銀行対大分温泉 有体動産仮差押異議事件」（大審院判決大正11年7月22日民集1巻8号413頁）は、発行前の株式に対する仮差押が可能か（未発行株式の効力と所属）についての大日本帝国憲法下での判例として、論文等に引用されている。
- 豊州製綿[22][31]
- 荻本商店[22]
- 豊予樽材[22]
- 大分県農産[32]
- 大分銀行坂ノ市支店（1921年8月1日に「坂之市支店」から改称[33]）
- 大分貯金銀行坂ノ市出張所[33]
- 佐賀関銀行坂ノ市支店[34]
- 挟間貯蓄銀行坂ノ市支店[22]（1931年2月21日解散[35]）

## 教育
- 北海部郡北部実業女学校[22]
- 坂ノ市町立坂ノ市中学校（1952年に一木ケ丘から現在の地へ移転）
- 坂ノ市町立東小学校（坂ノ市尋常高等小学校→東国民学校→東小学校）
- 坂ノ市町立西小学校（丹生尋常高等小学校→丹生国民学校→西小学校）
- 坂ノ市町立南小学校（南国民学校→南小学校）

## 宗教施設
- 日吉神社 - 1875年（明治8年）木田神社へ改称[36]。1932年（昭和7年）2月10日に社格が郷社から県社へ昇格[36]し日吉神社へ改称。
- 延命寺[37] - 旧佐賀村
- 光國寺[38] - 旧小佐井村
- 専行寺[38] - 旧市村
- 法然寺[39] - 旧佐賀村
- 妙蓮寺[38] - 旧小佐井村
- 流芳寺[38] - 旧佐賀村

## 人物
- 伊東九一郎[40] - 実業家。坂ノ市町長。日本皇道会創設者。「紫宸殿御図」「皇城全圖」など。